# Adamič-Lundrovo nabrežje
Adamič-Lundrovo nabrežje je eno izmed nabrežij na vzhodni strani Ljubljanice v starem mestnem jedru Ljubljane. Ulica je poimenovana po Ivanu Adamiču (* 1893) in Rudolfu Lundru (* 1896), ki ju je 20. septembra 1908 med demonstracijami na Pogačarjevem trgu ubila avstro-ogrska vojska.

## Zgodovina
Ulica se je po ljubljanskem liceju na današnjem Vodnikovem trgu prvotno imenovala Šolski drevored. Leta 1929 so nabrežje poimenovali v spomin na dogodke 20. septembra 1908 kot Nabrežje 20. septembra. Leta 1952 je dobil današnje ime.

## Lega
Ulica teče vzhodno od križišča s Cankarjevim nabrežjem, Tromostovja in Stritarjeve ulice do križišča z Zmajskim mostom, s Kopitarjevo ulico in s Poljanskim nasipom.

## Stranske ulice
Od Adamič-Lundrovega nabrežja se od zahoda proti vzhodu odcepijo naslednje ulice in trgi:
- Pogačarjev trg
- Do Vodnikovega trga vodi Dolničarjeva ulica
- Mesarski most čez Ljubljanico do Petkovškovega nabrežja

## Pomembnejše zgradbe in objekti
- Palača Kresija
- Bogoslovno semenišče[6]
- Osrednja tržnica Ljubljana
- Drevored ob Adamič-Lundrovem nabrežju[7]